# Medicina medieval en Europa Occidental

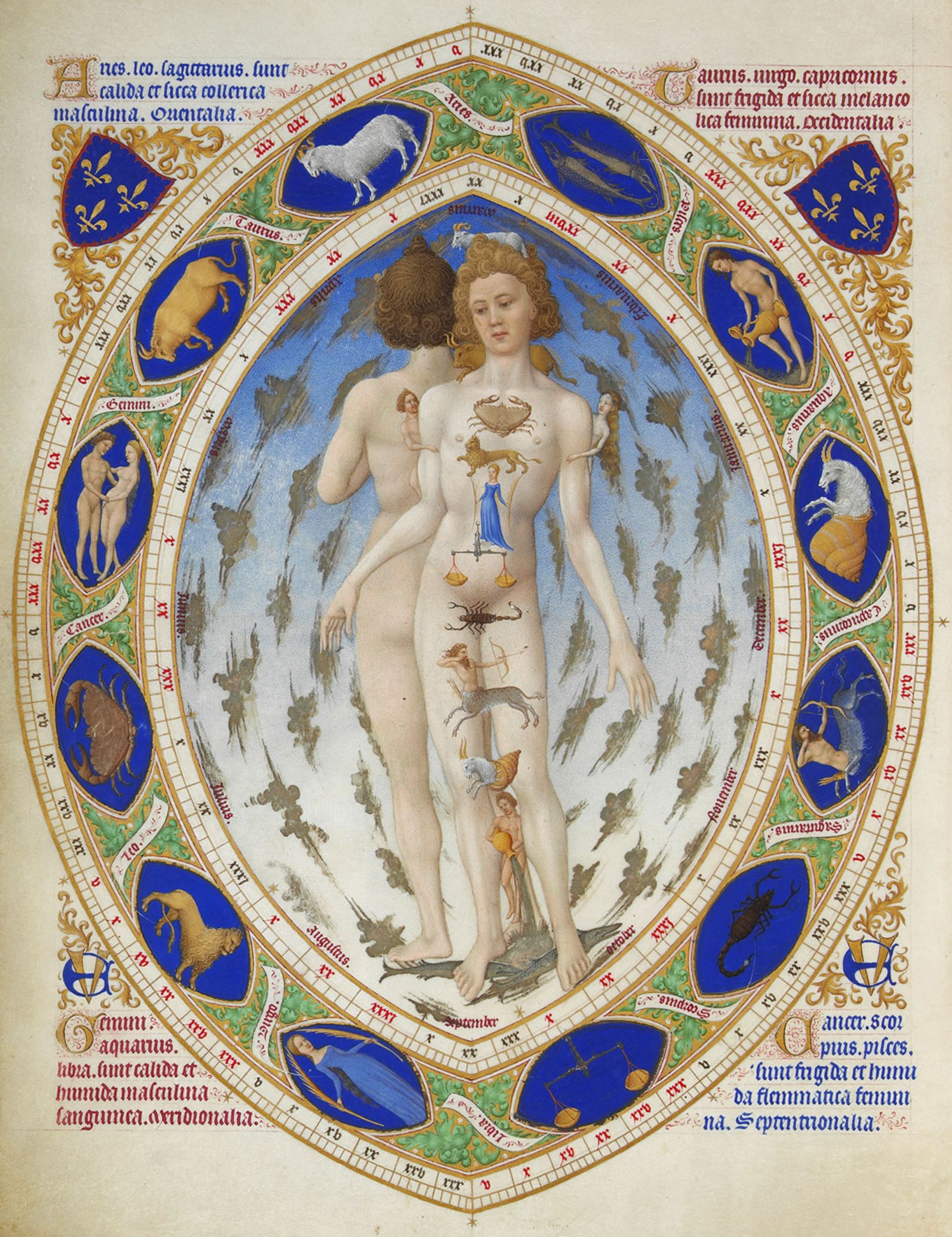
"Hombre anatómico" (también "Hombre Zodiacal"), Très Riches Heures du Duc de Baya (Ms.65, f.14v, temprano)

La medicina medieval en Europa Occidental estuvo compuesta de una mezcla de ideas existentes de la antigüedad, influencias espirituales y lo que Claude Lévi-Strauss identifica como el "complejo chamánico" y "consenso social."
En las Edades Medias Tempranas, seguido de la caída del Imperio Romano Occidental, el conocimiento médico estándar estuvo basado principalmente en textos romanos y griegos, preservados en monasterios y demás locaciones. Colocándose las esperanzas de la cura en la Iglesia y Dios. La práctica de la medicina en la Alta Edad Media era empírica y pragmática. Se centró principalmente en curar enfermedades en lugar de descubrir la causa de las estas. Si bien existían enfoques seculares sobre el origen y la cura de las enfermedades, también podía haber una cosmovisión en la que factores tales como el destino, el pecado, y los astros tenían el grado de importancia que cualquier causa física. Se podría decir que la eficacia de la cura se daba tanto por el conocimiento empírico, como por intervención espiritual. Así, por ejemplo,  se creía que ciertas enfermedades entre las personas podía ser una especie de castigo dívino. La gente de la Edad Media entendió la medicina adoptando la teoría médica griega antigua de los cuatro humores.
Por otro lado,  al llegar al Renacimiento del siglo XII, la medicina medieval en Europa avanzó rápidamente con la fundación de las primeras universidades medievales y después de la traducción de muchas obras escritas en árabe en los campos de la medicina y la farmacología. Así, especialmente en la segunda mitad del período medieval (c. 1100-1500 d. C.), la medicina medieval se convirtió en un cuerpo formal de conocimiento teórico y se institucionalizó en las universidades. Este período contó con avances en cirugía, química médica, disección y medicina práctica. La Edad Media sentó las bases para descubrimientos posteriores más importantes. Hubo una progresión lenta pero constante en la forma en que se estudiaba y se practicaba la medicina. Pasó de los aprendizajes a las universidades y de las tradiciones orales a la documentación de textos.

## Influencias

#### Influencia hipocrática
La tradición médica Occidental a menudo se ve relacionada directamente a la civilización griega temprana, como la fundación de toda la sociedad Occidental. Los griegos ciertamente establecieron las bases para la fundación de la práctica médica Occidental pero mucho más de la medicina Occidental puede ser localizada en Oriente Medio y en culturas como las celtas y germánicas. La fundación médica griega proviene de una colección de las escrituras conocidas hoy como el ¨"cuerpo de Hipócrates"¨.  Los restos de estos escritos todavía existen en la medicina moderna en el Juramento Hipocrático
Los tratados hipocráticos, popularmente son atribuidos al practicante griego antiguo llamado Hipócrates,  (Ἱπποκράτης), quien pone las bases de la aproximación básica del cuidado de salud. Los filósofos griegos vieron el cuerpo humano como el sistema que refleja el trabajo de la naturaleza, Hipócrates aplicó esta creencia a la medicina. El cuerpo, como reflexión de fuerzas naturales, contuvo cuatro propiedades elementales conocidas por los griegos como los cuatro humores. La salud en el cuerpo humano dependía de mantener estos humores en equilibrio dentro de cada ser humano, como se verá más adelante. Los humores también representaban fuego, aire, tierra y agua a través de las propiedades de calientes, frío, seco y húmedo, respectivamente.

### Organizaciones benéficas cristianas
La práctica y las actitudes cristianas hacia la medicina se inspiraron en las influencias de Oriente Medio particularmente de los judíos locales y griegos. Los judíos se tomaron en serio su deber de cuidar a sus familias judías. Este deber se extendía al alojamiento y tratamiento médico de los peregrinos al templo de Jerusalén. En la Grecia clásica se había proporcionado asistencia médica temporal a los visitantes de los festivales y la tradición se extendió a lo largo del Imperio Romano, especialmente después de que el cristianismo se convirtiera en la religión estatal antes de la decadencia del imperio. A principios del período medieval, los hospitales, las casas para pobres, los albergues y los orfanatos comenzaron a extenderse desde el Medio Oriente, cada uno con la intención de ayudar a los más necesitados. 
La caridad, el principio impulsor de estos centros de curación, animó a los primeros cristianos a cuidarse los unos a los otros. Las ciudades de Jerusalén, Constantinopla y Antioquía contenían algunos de los hospitales más antiguos y complejos, con muchas camas para albergar a pacientes y médicos de plantilla con especialidades emergentes. Algunos hospitales eran lo suficientemente grandes como para brindar educación en medicina, cirugía y atención al paciente. San Basilio de Cesarea (330-79 d. C.), (fundador del primer centro hospitalario en Oriente) argumentó que Dios puso medicinas en la Tierra para uso humano, mientras que muchos padres de la iglesia primitiva estuvieron de acuerdo en que la medicina hipocrática podría usarse para tratar a los enfermos y satisfacer la necesidad caritativa de ayudar a los demás. 

### Los monasterios

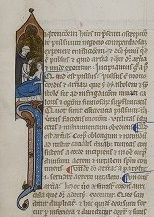
Fraile tomando el pulso a un enfermo

A principios de la Edad Media, la medicina monástica era la forma de medicina más desarrollada, nacida gracias al acceso de los escritos clásicos griegos y latinos. En los monasterios se prestó gran atención al cultivo de hierbas medicinales y la preparación de remedios que se registraron cuidadosamente en forma de colecciones de recetas.
 La curación se reservó inicialmente para los propios monjes dentro del monasterio, pero posteriormente se abrió a la gente común como un acto de caridad cristiana y por regla general, no recibían una compensación monetaria directa. Los monasterios se convirtieron no solo en centros espirituales, sino también en centros de educación y práctica de la medicina. Antes del desarrollo de los hospitales, la gente de las ciudades circundantes miraba a los monasterios como un lugar para ayudar a sus pacientes.
Se utilizó una combinación de curación espiritual y natural para tratar a los pacientes:los clérigos usaban hierbas medicinales con oraciones. Para los sacerdotes y los monjes, Dios creó las hierbas como ayuda natural y para ayudar en la curación espiritual y física de la persona enferma.  Los procesos de investigación y experimentación se estaban implementando continuamente en los monasterios para poder cumplir con éxito sus deberes para con Dios y el cuido del pueblo. Varias órdenes eclesiásticas, especialmente los benedictinos, aceptaron el tratamiento de los enfermos como uno de los actos básicos de caridad y actuaron activamente en este sentido.

### Sistema hospitalario
En el período medieval, el término hospital abarcaba albergues para viajeros, dispensarios para socorristas, clínicas y cirugías para heridos y hogares para ciegos, cojos, ancianos y enfermos mentales. En los monasterios, el cuidado de los enfermos de la comunidad era una obligación importante. Estos hospitales monásticos no eran solo para los monjes que vivían en los monasterios, sino también para los peregrinos, visitantes y la población circundante. Los hospitales monásticos desarrollaron muchos tratamientos, tanto terapéuticos como espirituales.
Los hospitales comenzaron a aparecer en gran número en Francia e Inglaterra. Tras la invasión de los normandos franceses a Inglaterra, la explosión de los ideales franceses llevó a la mayoría de los monasterios medievales a desarrollar un hospicio para los peregrinos. Este hospicio finalmente se convirtió en lo que ahora entendemos como un hospital, con varios monjes y ayudantes laicos brindando atención médica a los peregrinos enfermos y víctimas de las numerosas plagas y enfermedades crónicas que afligían a la Europa occidental medieval. Benjamin Gordon apoya la teoría de que el hospital, tal como lo conocemos, es un invento francés, pero que fue desarrollado originalmente para aislar a los leprosos y las víctimas de la peste, y solo más tarde se sometió a modificaciones para servir al peregrino.
Debido a un relato bien conservado del siglo XII del monje Eadmer de la catedral de Canterbury, hay un excelente relato del objetivo del obispo Lanfranc de establecer y mantener ejemplos de estos primeros hospitales:

"Pero no debo concluir mi trabajo omitiendo lo que hizo por los pobres fuera de los muros de la ciudad de Canterbury. En resumen, construyó una casa de piedra decente y amplia… para diferentes necesidades y comodidades. Dividió el edificio principal en dos, designando una parte para hombres oprimidos por diversos tipos de dolencias y la otra para mujeres en mal estado de salud. También hizo arreglos para su ropa y comida diaria, nombrando ministros y tutores para que tomaran todas las medidas para que no les faltara nada".

## Conocimiento medicinal
Las plantas eran la principal fuente de remedios medievales, alrededor del siglo XVI la química médica adquirió mayor relevancia. «La química médica comenzó con la adaptación de los procesos químicos a la preparación de medicamentos».
El padre de la medicina, Hipócrates, que vivió entre el 460 y el 370 A.C., el que hacía un brebaje con las hojas de Salix alba que aliviaba fiebre y dolores. De Grecia pasó a Roma y su uso se extendió por el imperio de la mano de Plinio El Viejo, del médico y farmacéutico griego Dioscórides y de otro médico griego famoso y preclaro: Galeno. En la Edad Media, cuando con las hojas y la corteza del sauce se hacían tés y jarabes que aliviaban dolores y angustias, aquel brebaje mágico pasó al olvido porque una ley prohibió el descortezamiento y el corte de hojas, que eran usados, ambos, en cestería. En la Edad Media, y según la teoría de las señales (signos, o signaturas), se consideró que podían ser empleados contra las fiebres intermitentes, el reumatismo, los resfriados, la fiebre, la gripe y los dolores articulares.
Más allá de la enfermería rutinaria, esto también demuestra que los remedios a base de plantas, ya fueran cultivadas o recolectadas, tuvieron un impacto significativo en el futuro de la medicina. Este fue el inicio de la farmacia doméstica.
En la Edad Media, el opio se usaba como medicina, especialmente como analgésico y para tratar diversas dolencias. Se consideraba un medicamento potente y se empleaba tanto en preparados líquidos como en mezclas con otras sustancias, como el láudano.
Los opiáceos también poseen una larga historia. El opio, jugo de un tipo de amapola, es una de las drogas más versátiles conocidas. Gracias a su ingrediente activo, la morfina, el opio adormece el dolor, produce júbilo, induce el sueño y reduce las aflicciones.
Oriente Medio, donde era muy empleado por la medicina, se extendió hacia India y, después, en el siglo IX, hasta China. En Europa Occidental el opio adquirió importancia terapéutica en el siglo XVI, después de los viajes del médico y alquimista suizo Paracelso, que difundió el uso de la “piedra de la inmortalidad” para diversos fines en forma de láudano o tintura. Aunque el opio era conocido desde la Antigüedad, su empleo experimentó un amplio auge a partir del Renacimiento, cuando la expansión comercial de Europa aumentó los contactos con el Imperio otomano, Persia y el Extremo Oriente, zonas donde se cultivaba la adormidera –el Corán prohíbe el consumo del vino, pero nada dice del opio (ni del cáñamo).
Aunque podía ingerirse en forma de píldoras convenientemente edulcoradas, pues el opio tiene un sabor amargo, se popularizó en forma de láudano, una solución de opio en alcohol –líquida, pues, y no sólida como el compuesto de Paracelso–. Con este tipo de preparación, el opio pasó a convertirse, entre los siglos XVI y XVII, en la medicina de las clases superiores.
Durante la Edad Media, la mandrágora fue la planta medicinal y mágica más importante de Europa, capaz de curar prácticamente todo, desde la infertilidad y el insomnio, hasta predecir el futuro y proteger a un soldado en batalla. Seguramente por contener como principio activo la atropina y por la influencia que esta ejerce sobre el sistema nervioso, los usos medicinales más frecuentes de la mandrágora en época antigua y medieval fueron el de sedante y/o anestésico y el de antídoto para serpientes; si bien es cierto que el riesgo de sobredosis e intoxicación era alto de modo que muchas veces producía efectos no deseados, desde alucinaciones y convulsiones, hasta la muerte de aquel que la ingería.
Hierbas como la salvia, la manzanilla y la lavanda eran básicas en el jardín del boticario medieval. La salvia, apreciada por sus propiedades curativas, se utilizaba para tratar problemas digestivos y aliviar el dolor de garganta. La manzanilla, un relajante natural, se solía preparar en infusión para aliviar la ansiedad y el insomnio. La lavanda, con su aroma calmante, se utilizaba para tratar los dolores de cabeza y favorecer la cicatrización de las heridas.
La mayoría de las personas toman la manzanilla como un sedante suave o un antidepresivo para tratar la ansiedad o bien la depresión y/o mejorar la calidad del sueño. La manzanilla también se toma para bajar la inflamación y bajar la fiebre, especialmente en niños. Aunque puede ayudar a aliviar los síntomas de ansiedad y depresión y mejorar la calidad del sueño, es probable que los efectos sean menores. La manzanilla parece ser razonablemente inocua.
El Hisopo se utilizaba para tratar problemas respiratorios como el asma, la faringitis, la tos y los catarros, la angélica fue utilizada para curar la peste y luego se incorporó a la elaboración de licores y vermuts.
El cilantro se usaba para bajar la fiebre mientras que Ajenjo, menta y melisa se empleaban para tratar dolores de estómago y náuseas, Regaliz y consuelda se utilizaban para problemas pulmonares. Los investigadores como la Purdue University mencionan que el culantro tiene propiedades medicinales y puede utilizarse en infusiones para combatir el resfriado y contrarrestar la diabetes, el estreñimiento y la fiebre. Se considera que tiene propiedades antiinflamatorias, como el de ser muy útil para poder acabar con las náuseas. Aloe vera se utilizaba para tratar heridas y quemaduras. 

## Teorías

### Teoría de los humores
La teoría de los cuatro  humores se derivó de los trabajos médicos antiguos y fue aceptada hasta el siglo XIX. La teoría afirmaba que dentro de cada individuo había cuatro humores o fluidos principales: bilis negra, bilis amarilla, flema y sangre, estos eran producidos por varios órganos del cuerpo y tenían que estar en equilibrio para que una persona se mantuviera sana. Así por ejemplo, demasiada flema en el cuerpo, causaba problemas pulmonares; y el cuerpo trataba de expulsar la flema para restablecer el equilibrio. El equilibrio de los humores en los seres humanos podría lograrse mediante la dieta, las medicinas y la sangría o utilizando sanguijuelas (las cuales no se alimentaban el día anterior a la aplicación a un paciente para aumentar su eficacia).

### Enfermedades mentales
Aquellos enfermos con trastornos mentales en la Europa medieval fueron tratados utilizando una variedad de métodos diferentes, dependiendo de las creencias del médico al que acudirían. Algunos médicos de la época creían que fuerzas sobrenaturales como hechizos, demonios o posesiones causaban trastornos mentales, siendo las oraciones, las devociones y los exorcismos, la cura para estos pacientes. También para tratar la epilepsia se practicaba la trepanación, que consistía en abrir un agujero en el cráneo mediante una perforación o un corte, creyéndose que a través del orificio, cualquier aire maligno saldría del cuerpo y dejaría al paciente en paz. Sin embargo, contrariamente a la creencia común, solo una minoría de los médicos en la Europa medieval creían que la enfermedad mental era causada por factores sobrenaturales. La mayoría de los médicos creían que estos trastornos eran causados por factores físicos, como el mal funcionamiento de los órganos o un desequilibrio de los humores. Uno de los ejemplos más conocidos y reportados fue la creencia de que una cantidad excesiva de bilis negra era la causa de la melancolía, que ahora se clasificaría como depresión. Los médicos medievales usaban diversas formas de tratamiento para tratar de solucionar los problemas físicos que causaban trastornos mentales en sus pacientes. Cuando se creía que la causa del trastorno examinado era un desequilibrio de los cuatro humores, los médicos intentaron reequilibrar el cuerpo. Lo hicieron mediante una combinación de eméticos, laxantes y diferentes métodos de sangría, con el fin de eliminar cantidades excesivas de fluidos corporales.

## Cirugía medieval
La cirugía medieval surgió a partir de una fundación creada a partir de la medicina antigua egipcia, griega y árabe. Un ejemplo de tal influencia sería Galeno, el practicante más influyente de las prácticas quirúrgicas o anatómicas que realizó mientras atendía a los gladiadores en Pérgamo.  Los logros y avances en medicina realizados por el mundo árabe fueron traducidos y puestos a disposición del mundo latino. Esta nueva riqueza de conocimientos permitió un mayor interés por la cirugía. 
En París, a fines del siglo XIII, se consideró que las prácticas quirúrgicas estaban extremadamente desorganizadas, por lo que el rector parisino decidió reclutar a seis de los cirujanos más confiables y experimentados y hacer que evaluaran el desempeño de otros cirujanos.  La aparición de las universidades permitió que la cirugía fuera una disciplina que debería aprenderse y comunicarse a los demás como una práctica uniforme. La Universidad de Padua fue una de las principales universidades italianas en la enseñanza de la medicina, la identificación y el tratamiento de enfermedades y dolencias, especializada en autopsias y funcionamiento del cuerpo. La parte más prestigiosa y famosa de la universidad, el Teatro Anatómico de Padua, es el teatro anatómico más antiguo que se conserva, donde los estudiantes estudiaron anatomía observando a sus maestros realizar disecciones públicas. 
La cirugía se enseñó formalmente en Italia a pesar de que inicialmente se consideró una forma inferior de medicina. La figura más importante del aprendizaje formal de la cirugía fue Guy de Chauliac. Insistió en que un cirujano adecuado debe tener un conocimiento específico del cuerpo humano, como la anatomía, la alimentación y la dieta del paciente, y otras dolencias que pueden haber afectado a los pacientes. Los cirujanos no solo deben tener conocimientos sobre el cuerpo, sino que también deben estar bien versados en las artes liberales. De esta manera, la cirugía dejó de ser considerada una práctica inferior, sino que comenzó a ser respetada y a ganar estima y estatus. 
Durante las Cruzadas, uno de los deberes de los cirujanos era viajar por el campo de batalla, evaluar las heridas de los soldados y declarar si el soldado había fallecido o no. Debido a esta tarea, los cirujanos fueron hábiles para eliminar las puntas de flecha de los cuerpos de sus pacientes. Otra clase de cirujanos que existió fueron los cirujanos barberos. Se esperaba que no solo pudieran recortar el cabello y la barba, sino también realizar una cirugía formal. Algunos de los procedimientos quirúrgicos que realizarían sangrías y tratamiento de heridas de espada y flecha.
A mediados del siglo XIV, se impusieron restricciones a los cirujanos de Londres en cuanto a los tipos de lesiones que podían tratar y los tipos de medicamentos que podían recetar o usar, porque la cirugía todavía se consideraba un procedimiento increíblemente peligroso que debería sólo se debe utilizar de forma adecuada. Algunas de las heridas que se permitió realizar fueron lesiones externas, como laceraciones en la piel causadas por un borde afilado, como por una espada, daga y hacha o por herramientas domésticas como cuchillos. Durante este tiempo, también se esperaba que los cirujanos estuvieran muy bien informados sobre la anatomía humana y serían responsables de cualquier consecuencia como resultado del procedimiento. 
La Edad Media trajo una nueva forma de pensar y una disminución del tabú de la disección. La disección con fines médicos se hizo más prominente alrededor de 1299.
Durante este tiempo los italianos practicaban la disección anatómica y el primer registro de una autopsia data de 1286. La disección se introdujo por primera vez en el entorno educativo de la Universidad de Bolonia, para estudiar y enseñar anatomía. El siglo XIV vio una expansión significativa de la disección y la autopsia en Italia, y no solo fue asumido por las facultades de medicina, sino también por las facultades de médicos y cirujanos.

## Facultades de medicina en la Europa medieval
La medicina no era un área formal de estudio en la medicina medieval temprana, pero creció en respuesta a la proliferación de textos médicos griegos y árabes traducidos en el siglo XI. Europa occidental también experimentó un crecimiento económico, demográfico y urbano en los siglos XII y XIII, lo que condujo al ascenso de las universidades médicas medievales. La Universidad de Salerno fue considerada una procedencia reconocida de médicos en los siglos IX y X, pero no fue reconocida como una universidad médica oficial hasta 1231. La fundación de las Universidades de París (1150), Bolonia (1158), Oxford, (1167), Montpelier (1181) y Padua (1222), extendieron el trabajo inicial de Salerno por toda Europa, y en el siglo XIII, el liderazgo médico había pasado a estas nuevas instituciones. A pesar de las importantes contribuciones de Salerno a la fundación del plan de estudios médico, los académicos no consideran que Salerno sea una de las universidades médicas medievales. Esto se debe a que el establecimiento formal de un plan de estudios médico se produjo después del declive de la grandeza de Salerno como centro de medicina académica.
El concepto central de las universidades médicas medievales se concentraba en el equilibrio entre los humores y “en las sustancias utilizadas con fines terapéuticos”.  El concepto secundario del plan de estudios se centró en la astrología médica, donde se pensaba que los eventos celestiales influían en la salud y la enfermedad.  El plan de estudios médico se diseñó para capacitar a los profesionales. Los profesores de estudiantes de medicina eran a menudo médicos de éxito, que practicaban junto con la docencia. El plan de estudios de la medicina académica se basó fundamentalmente en textos traducidos y tratados atribuidos a Hipócrates y Galeno, así como en textos médicos árabes. En la Facultad de Medicina de Montpellier, en 1309, se requirió que los profesores poseyeran los libros de Galeno que describían humores, De complexionibus, De virtutibus naturalibus, De criticis diebu para que pudieran enseñar a los estudiantes sobre la teoría médica de Galeno. Las obras traducidas de Hipócrates y Galeno a menudo estaban incompletas y fueron mediadas con textos médicos árabes por sus “contribuciones independientes al tratamiento y a la farmacología herbal”.  Aunque la anatomía se enseñó en la medicina académica a través de la disección de cadáveres, la cirugía fue en gran medida independiente de las universidades médicas. La Universidad de Bolonia fue la única universidad que otorgó títulos en cirugía. La medicina académica también se centró en la práctica médica real, donde los estudiantes estudiarían casos individuales y observarían al profesor que visitaba a los pacientes. 
El número de años requerido para convertirse en médico con licencia varió entre las universidades. Montpellier requería que los estudiantes sin su maestría en artes completaran tres años y medio de estudios formales y seis meses de práctica médica externa. En 1309, el plan de estudios de Montpellier se cambió a seis años de estudio y ocho meses de práctica médica externa para aquellos sin una maestría en artes, mientras que aquellos con una maestría en artes solo estaban sujetos a cinco años de estudio, con ocho meses de práctica médica externa. La universidad de Bolonia requirió tres años de filosofía, tres años de astrología y cuatro años de asistir a conferencias médicas.

## Médicos medievales distinguidos

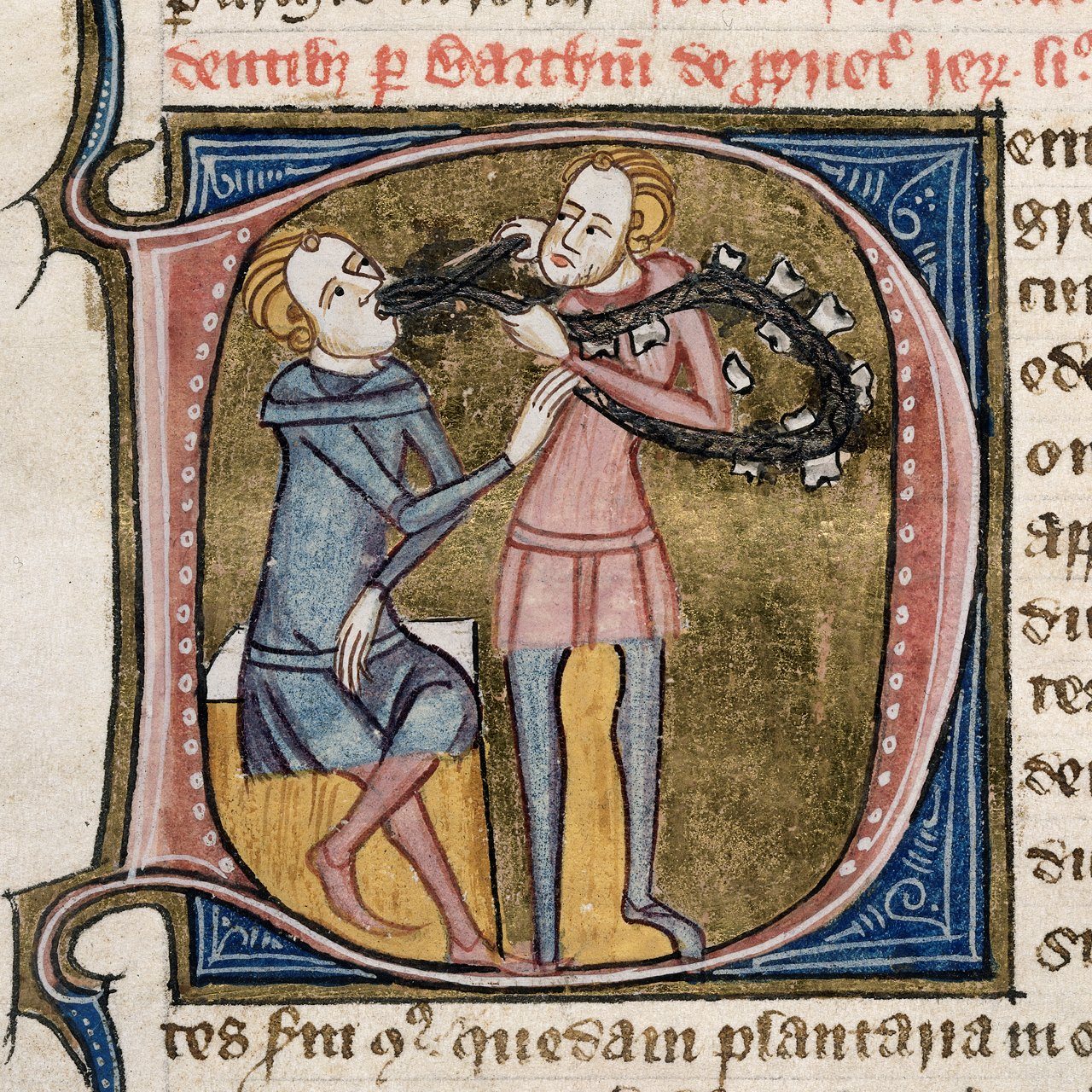
Un dentista extrayendo una muela. (Inglaterra 1360).

Entre los médicos destacados (clérigos o seglares)  se encuentran varios egresados de prestigiosas escuelas laicas de medicina como la Escuela de Salerno, la Escuela de Montpellier y la  Escuela de Bolonia:
- Alfano I  (¿-1085),  monje, médico, escritor, teólogo, traductor y arquitecto.
- Hildegard de Bingen (1098-1179), monja, médico y naturalista. Autora del "Liber simplicis medicinae".[22]
- Constantino el Africano  (1010-1087), monje, principal traductor y difusor de los conocimientos de los textos árabes.
- Trotula de Salerno  (¿-1097), fue una de las médicas de Salermo, considera la primera ginecóloga de la historia.
- Matthaeus Platearius (?-1161), escribió un famoso manuscrito de plantas medicinales del siglo XII.
- Rogerio Frugardi (1140?-1195), autor del primer tratado de cirugía europea medieval: la "Practica chirurgiae"
- Nicolaus Praepostius (1140-?), médico y autor sobre odontología, farmacoterapia y antídotos.
- Teodorico Borgognoni (1206-1298), dominico, introdujo la antisepsia quirúrgica, precursor de la anestesia moderna.
- Guillermo de Saliceto (1210-1278), escribió el primer tratado que se conoce de anatomía topográfica.
- Tadeo Alderotti (1215-1295), profesor de medicina de la universidad de Bolonia.
- Arnau de Vilanova (1240-1311), teólogo, escribió obras claves para la medicina europea medieval.
- Juan Gil de Zamora (1241-1318), franciscano, escribió obras sobre medicina, historia, biología, etc.
- Lanfranco de Milán (1240-1306), en su obras propone la unificación de la medicina y la cirugía.
- Pietro d'Abano (1250-1316), médico, filósofo y profesor que impartió cátedras en la universidad de Padua.
- Magistra Hersend (¿-1259), médico, partera y cirujana real.
- Henri de Mondeville (1260-1320), fue profesor de anatomía en Montpellier y cirujano de Felipe el Hermoso.
- Mondino de Luzzi (1270-1326), profesor, médico anatomista y autor del primer texto anatómico moderno.
- Bernard de Gordon (1270-1278), profesor de medicina y escritor terapéutico.
- Marsilio de Padua (1275-1342), médico, teólogo, filósofo, crítico y pensador político.
- Guy de Chauliac (1290-1368), considerado como el precursor de la cirugía moderna.
- Juan XXI (papa de 1276 a 1277), aportó grandemente a la medicina, enseñando en la Universidad de Siena
- Alessandra Giliani (1307-1326), primera mujer registrada en la historia como practicante de la anatomía.
- Dorotea Bucca (1360-1436), médica y filósofa quien ejerció el magisterio en la Universidad de Bolonia.
- Giovanni Fontana (1395-1455), médico, ingeniero e inventor.
- Nicolas Léonicène (1428-1524), catedrático de medicina, tradujo las obras de Galeno.
- Marsilio Ficino (1433-1499), clérigo y médico, cofundador y miembro de la Academia platónica florentina.
- Antonio Benivieni (1443-1502), fundador de la Anatomía patológica.
- Ferdinando Ponzetti (1444-1527), eclesiástico, médico, teólogo y filósofo.
- Hieromymus Brunschwig (1450-1512), cirujano alemán, químico y botánico.
- Thomas Linacre (1460-1524), erudito humanista, médico, profesor universitario y sacerdote.
- Pedro Dolese (1460-1531), doctor, físico atomista y catedrático de medicina.
- Alejandro Achillini (1463-1512), profesor de anatomía y pionero de la medicina forense.